# Mariene ecoregio Exmouth naar Broome
De Mariene ecoregio Exmouth naar Broome (144) (Engels: Exmouth to Broome marine ecoregion) is een biogeografische regio en ligt in het oosten van de Indische Oceaan in de Mariene provincie Noordwest-Australische Plat (34) in het Marien rijk Centrale Indo-Pacific. De mariene ecoregio is vastgesteld door het World Wide Fund for Nature en The Nature Conservancy en is vernoemd naar Exmouth en Broome.
In het noordoosten grenst het gebied aan de mariene ecoregio Bonapartekust (141), in het noorden aan de mariene ecoregio Kleine Sunda-eilanden (132) en in het zuidwesten aan de mariene ecoregio Ningaloo (145).

## Geografie
De mariene ecoregio ligt in het oosten van de Indische Oceaan voor de noordwestkust van Australië. Het gebied ligt in het noordoosten in de Timorzee en strekt zich uit van het noordpunt van het Dampier-schiereiland in het oosten tot aan de Noordwestkaap in het westen en omvat onder andere de Roebuck-baai en de Golf van Exmouth.
Door het gebied stromen de Hollowaystroom en de Indonesische doorstroom.

## Biogeografie
Het gebied kent zeeleven dat houdt van tropische temperaturen.